# Sirius (mythologie)
Pour les articles homonymes, voir Sirius (homonymie).
Dans la mythologie grecque et romaine, Sirius  est le dieu et la personnification de l'étoile Sirius, l'étoile la plus brillante du ciel nocturne, également connue sous le nom d'étoile du chien. Celle-ci est la plus importante de la constellation du Grand Chien. Dans les textes anciens, Sirius est dépeint comme le porteur des canicules d'été, qui intensifie la propre chaleur du Soleil.

## Étymologie
Le mot et nom propre grec ancien Σείριος / Seírios a été rattaché au verbe σείω / seíō, qui signifie « scintiller, briller » et a donc une étymologie indo-européenne. Furnée, quant à lui, l'a rapproché du mot τίριος / tírios, qui désigne l'été en crétois, ce qui, si cela est exact, signifierait que le mot est plutôt d'origine pré-grecque. De ce nom est dérivée une expression ancienne, σείριον πάθος / seírion páthos, littéralement « passion sirienne », signifiant passion brûlante.

## Description
Dans la Théogonie, le poète Hésiode désigne Eos (la déesse de l'aube) et son époux Astraeus (un dieu des étoiles) comme les parents de toutes les étoiles, bien qu'il s'agisse généralement des «étoiles errantes», c'est-à-dire aux cinq planètes.
Sirius est mentionné pour la première fois dans Les travaux et les Jours d'Hésiode, bien qu'il soit également fortement évoqué dans l'Iliade d'Homère, où son éclat est utilisé comme métaphore pour les armures de bronze brillantes des soldats, et à un autre moment, il est présenté comme une étoile de la mort inquiétante qui préfigure le destin Hector condamné dans son combat contre Achille. Apollonius de Rhodes le qualifie de « brillant et beau mais plein de menace pour les troupeaux » et Aratus et Quintus de Smyrne parlent de son ascension en conjonction avec celle du Soleil (le dieu Hélios). Le poète romain Statius dit :
« C'était la saison où la voûte céleste se plie à la chaleur la plus brûlante sur la terre, et Sirius, l'étoile-chien frappée par la puissance d'Hypérion brûle impitoyablement les champs haletants ».
En outre, le terme « Sirius » était parfois utilisé comme épithète d'Hélios lui-même, en raison de la grande chaleur du soleil,.
Sirius et son apparition dans le ciel en juillet et août ont été associés très tôt à la chaleur, au feu et à la fièvre par les Grecs de l'Antiquité, ainsi qu'aux chiens. En tant qu'étoile principale de la constellation du Canis Major, il était appelé « le Chien », qui désignait également l'ensemble de la constellation. Pour Michael Janda, l’appellation « chien » pour une seule étoile et plus tard pour la constellation Canis maior ne peut résulter que du fait que « Sirius court après la constellation la plus humaine du ciel nocturne : le puissant chasseur Orion ».
L'arrivée de Sirius dans le ciel était considérée comme la cause des journées chaudes et sèches de l'été. On pensait que les chiens étaient les plus touchés par la chaleur de Sirius, qui les faisait haleter rapidement et les rendait agressifs envers les humains, qui risquaient de contracter la rage à cause de leurs morsures.
Sirius, une étoile lumineuse plus brillante que le Soleil, est très souvent décrite comme rouge dans certains textes grecs et romains anciens, placée dans la même catégorie que Mars et Antarès, alors qu'elle est en réalité une étoile blanc-bleu.

## Mythologie

### Romance avec Opora

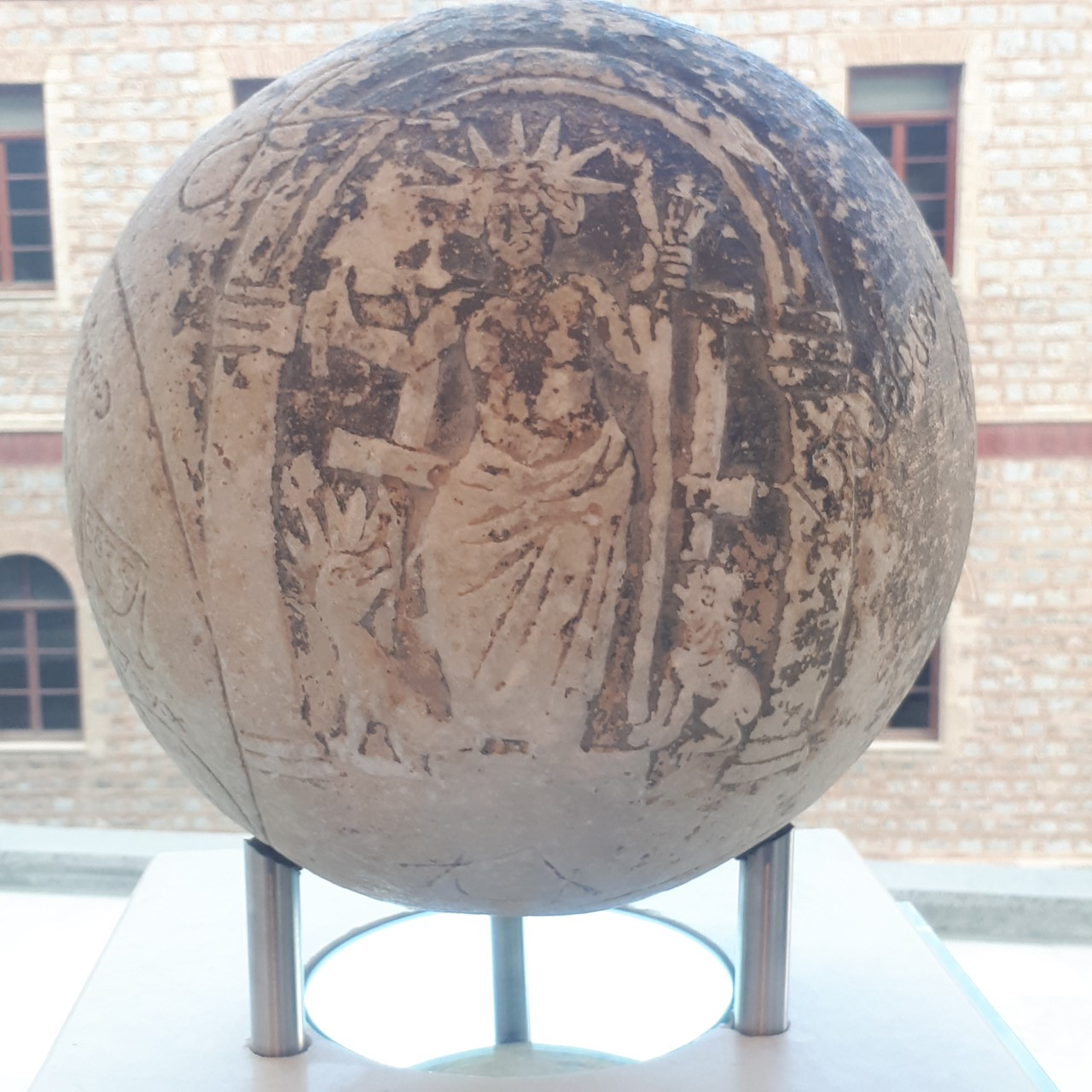
Sphère magique avec Hélios ; les chiens semblent symboliser Sirius et Procyon, Musée de l'Acropole, Athènes.

Dans un récit moins connu, à l'époque où les étoiles marchaient sur la terre, Sirius fut envoyé en mission sur terre. Il y rencontra Opora, la déesse des fruits et de la transition entre l'été et l'automne, dont il tomba éperdument amoureux. Mais comme il ne pouvait pas être avec elle, il se mit à brûler encore plus fort, sous le coup de la colère. Les mortels commencèrent à souffrir de l'immense chaleur et implorèrent les dieux. Le dieu du vent du nord, Borée, ordonna alors à ses fils d'amener Opora à Sirius, tandis qu'il refroidissait lui-même la terre avec des vents froids et glacés. Sirius s'est ensuite mise à briller et à brûler chaque été pendant la période des moissons, en commémoration de cet événement et de son grand amour, ce qui explique la chaleur de ce que l'on appelle les canicules (« dog days of summer »), attribuée à cette étoile dans l'Antiquité.
On pense généralement que l'histoire provient d'une pièce perdue intitulée Opora, du dramaturge athénien de la comédie moyenne Amphis, et d'une œuvre du même nom du contemporain d'Amphis, Alexis. Elle est également parallèle à l'histoire du jeune Phaéton, le fils du dieu solaire Hélios, qui a conduit le char solaire de son père pendant une journée et a fini par brûler la terre avec lui, ce qui a incité la nature entière à implorer le salut de Zeus. Dans la version d'Euripide, Hélios accompagne Phaéton dans son voyage sur un destrier nommé Sirius.

### Orion
Après que le chasseur mortel Orion a été tué par le scorpion que la déesse de la terre Gaïa avait envoyé pour le punir, il a été transporté par les dieux (en général Artémis ou Zeus) dans les étoiles sous la forme de la constellation d'Orion, où il était toujours accompagné de son chien fidèle, qui était représenté par Sirius (et Canis Major) dans leur nouvelle vie céleste,. Cette croyance semble provenir du fait que le Chien forme un tableau avec Orion, alors que les deux chassent Lepus (le Lièvre) ou le Renard de Teumesse à travers le ciel.

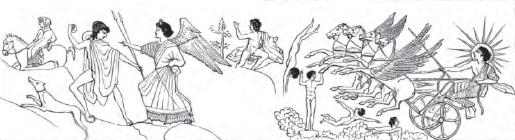
Cette illustration d'un vase grec du Ve siècle av. J.-C. montre une interprétation mythologique du Soleil levant (Hélios) et d'autres figures célestes : le couple de gauche est composé de Céphale et d'Eos. Céphale semble représenter la constellation d'Orion, et le chien à ses pieds pourrait représenter Sirius.

### Maéra
Sirius est également identifié à Maera (grec ancien : Μαῖρα), qui était un autre nom pour l'étoile-chien dans l'Antiquité. Dans la mythologie, Maera était le chien d'Icarius, un vieil homme Athénien à qui Dionysos avait enseigné l'art de la vinification. Lorsque Icarius partagea le vin avec les autres Athéniens, il fut accusé de les avoir empoisonnés (en raison des propriétés enivrantes du vin qui les faisaient s'évanouir) et fut donc tué par vengeance ; sa fille Erigone, après avoir été conduite à son cadavre par Maera, s'est suicidée par pendaison. Dionysos les transféra tous les trois dans le ciel, Maera devenant l'étoile Canicula, nom donné par les Romains à Sirius,, bien qu'Hyginus lui-même ait affirmé que les Grecs utilisaient Procyon pour Canicula.

### Autres travaux
Dans l'œuvre satirique du deuxième siècle de Lucien, Histoire vraies, le peuple de Sirius, présenté ici comme un monde habité, envoie une armée de Cynobalani (hommes à tête de chien montant des glands gigantesques ailés) pour aider les citoyens du Soleil dans leur guerre contre les habitants de la Lune. Sirius, associé à la chaleur, est un allié de choix pour le royaume du Soleil.

## Culte

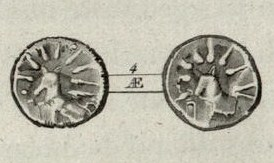
Pièce de Kéa avec étoile et chien.

Dans l'Antiquité, Sirius aurait été vénéré sur l'île de Kéa où des sacrifices estivaux étaient organisés en son honneur pendant la période hellénistique, bien que certains doutes aient été émis quant à l'existence d'un tel culte ; en tout état de cause, ce culte n'est certainement pas antérieur au troisième siècle av. J.-C.  Les Keans observaient le lever de Sirius depuis le sommet d'une colline ; si l'étoile se levait claire et brillante, c'était un bon signe de santé, mais si elle apparaissait faible ou brumeuse, elle était considérée comme de mauvais augure. Sirius était également représenté sur les pièces de monnaie de Kea.

## Voir également